# Barbara Wischermann
Barbara Wischermann (* 7. April 1944 in Mülheim an der Ruhr) ist eine deutsche Politikerin der CDU.

## Ausbildung und Beruf
Barbara Wischermann legte 1964 das Abitur ab. Danach absolvierte sie ein Pädagogikstudium. Seit 1984 ist sie mit kurzer Unterbrechung Geschäftsführerin des Rhein-Ruhr-Klubs e.V.

## Politik
Barbara Wischermann ist seit 1974 Mitglied der CDU. Ihre politischen Ämter sind: Mitglied in den Vorständen der Frauen-Union sowie im Kreisvorstand Bottrop, im Bezirk Ruhrgebiet und Schriftführerin im Landesvorstand NRW. Sie ist Mitglied im Vorstand der CDU-Mittelstandsvereinigung Kreisverband Bottrop und in der CDU-Mittelstandsvereinigung Bezirk Ruhrgebiet; stellvertretende Vorsitzende des Bezirks Ruhrgebiet.
Wischermann war Schatzmeisterin des CDU-Kreisverbandes Bottrop von 1987 bis 1993 und hier ab 1993 stellvertretende Schatzmeisterin. Ihre weiteren Ämter: Mitglied der Finanzkommission der CDU NRW und Bezirksvertreterin von 1979 bis 1984 in Bottrop. Sie ist ab 1989 Mitglied des Rates der Stadt Bottrop.
Barbara Wischermann war Mitglied des 11., 12. und 13. Landtags von Nordrhein-Westfalen von 1990 bis 2005 in den sie jeweils über die Landesliste einzog.